# SN 2007pg
SN 2007pg – supernowa typu II-? odkryta 29 października 2007 roku w galaktyce A232749+0027. W momencie odkrycia miała maksymalną jasność 19,60m.